# استیون مالوری دوم
استیون مالوری دوم (به انگلیسی: Stephen Mallory II) سناتور سابق عضو حزب دموکرات ایالات متحده آمریکا بود. وی در سال ۱۸۹۷ تا ۱۹۰۷ میلادی سناتور ایالت فلوریدا در سنای ایالات متحده آمریکا بود.